# Алберт фон Сакс-Кобург-Гота
Принц Алберт фон Сакс-Кобург-Гота (на английски: Prince Albert of Saxe-Coburg and Gotha) роден Франсис Алберт Август Чарлз Емануел (на английски: Francis Albert Augustus Charles Emmanuel) е съпруг и принц-консорт на кралица Виктория на Обединеното кралство Великобритания и Ирландия. Той е единственият съпруг на британски монарх, официално носил титлата принц-консорт. След смъртта на Виктория през 1901 името на британската династия официално се сменя от Хановер на Сакс-Кобург-Гота. По време на Първата световна война обаче, когато Англия воюва с Германия, по политически причини е сменено отново от крал Джордж V на по́ английски звучащото Уиндзор.

## Брак с кралица Виктория
Той се жени на 20-годишна възраст за първата си братовчедка, кралица Виктория. Двамата имат девет деца.
В началото на брака той няма никаква власт и никакви отговорности, но постепенно Виктория му се доверява и му поверява образователната реформа, прекратяването на робството, и много други задачи в областта на изкуството, науката, както и контрола на двореца. Той организира Голямото изложение от 1851 г. Роял Албърт Хол – най-прочутата лондонска концертна зала е кръстена на него.
Алберт умира на 42 години от коремен тиф. Кралица Виктория дълго време е в дълбок траур и до края на живота си носи черни дрехи. Като ритуал, до края на живота си всяка сутрин тя приготвя дрехите на съпруга си. След смъртта ѝ през 1901, тронът поема техният най-голям син Едуард VII.

## Деца
- Виктория Сакскобургготска (1840 – 1901), омъжена през 1858 г. за Фридрих III, германски император и крал на Прусия
- Едуард VII (1841 – 1910), крал на Великобритания и Ирландия, император на Индия (1901 – 1910), женен през 1863 г. за принцеса Александра Датска
- Алиса Сакс-Кобург-Готска (1843 – 1878), омъжена през 1862 г. за Лудвиг IV, велик херцог на Хесен
- Алфред (1844 – 1900), херцог на Сакс-Кобург и Гота (1893 – 1900)
- Хелена Великобританска (1846 – 1923), омъжена през 1866 г. за принц Кристиан фон Шлезвиг-Холщайн-Зондербург-Августенбург
- Луиза (1848 – 1939), омъжена през 1871 г. за Джон Дъглас Съдърланд Кембъл, 9-и херцог на Аргайл
- Артър (1850 – 1942), херцог на Конот и Стратърн, женен през 1879 г. за принцеса Луиза Маргарита Пруска
- Леополд, херцог Олбани (1853 – 1884), женен през 1882 г. за принцеса Хелена фон Валдек
- Беатрис Батенберг (1857 – 1944), омъжена през 1885 г. за принц Хайнрих фон Батенберг